# Уни (богиня)
Уни — богиня в этрусской мифологии, супруга Тинии и мать Менрвы. Соответствует греческой Гере и римской Юноне.
Когда Херкле был младенцем, случилось так, что его увидели богини Уни и Менрва. Их поразила красота младенца, и Уни решила покормить его грудью. Однако когда она поднесла его к своей груди, Херкле сжал её с такой силой, что Уни вскрикнула от боли и бросила его на землю. Из-за боли, которую Херкле причинил Уни, она его возненавидела и принялась враждовать с ним.
Однажды на Уни в лесу напали лесные существа из свиты бога Фуфлунса. Богиня не могла сопротивляться такому количеству противников и стала звать на помощь. Её крик услышал Херкле и прибежал на зов. Несмотря на неприязнь испытываемую Херкле к Уни, он, всегда встававший на защиту слабых и терпящих насилие, решительно вмешался и спас богиню.
После этого случая богиня изменила своё отношение к Херкле и по просьбе Тинии усыновила его.